# Contea di Jackson (Kansas)
La contea di Jackson in inglese Jackson County è una contea dello Stato del Kansas, negli Stati Uniti. La popolazione al censimento del 2000 era di 12 657 abitanti. Il capoluogo di contea è Holton.